# 伊索寓言

Aesopus moralisatus, 1485

《伊索寓言》（英語：Aesop's Fables 或 Aesopica）是一個以伊索命名的寓言故事集。事實上，該故事集是在很長一段期間內創作。在這些寓言中，敘事者通常是代表各種典型人類角色的動物。其中的童話故事常伴隨所欲傳達的道德概念。這些寓言在道德教育中被大量使用，並成為許多文藝作品的創作基礎。

## 源流與版本
西方社會大多認為伊索是寓言的創始人。伊索是西元前六世紀的人，《伊索寓言》被認為是動物寓言的經典之作，但早在伊索生前的一兩千年前的蘇美爾人和阿卡德人的動物寓言，動物常是寓言故事的主角，除動物之外，植物、工具和自然現象也是寓言故事的主角，根據目前的資料和研究成果，蘇美爾人的動物寓言，很有可能是《伊索寓言》的「原型」。
伊索講寓言故事全憑記憶，沒有所謂的草稿，故事的主角多是動物之間的互動，如鷹和夜鶯或龜和兔或螞蟻和蚱蜢，也有人類與季節，法勒魯姆的哲学家德米特里编寫了世界上第一部《伊索寓言》，德米特里是亞里斯多德的再传弟子，原书收有故事约二百则，此书早已失传。
一世纪初有拜特路斯用拉丁文撰写《伊索寓言》五卷。二世纪又有拔勃利乌斯（Babrius）以希腊韵文写寓言共122则。罗马人亚微亚奴斯（Avianus）又以拉丁韵文写寓言42首。十五世紀君士坦丁堡的修道士普拉努得斯（Maximus Planudes）收集的《伊索寓言》150则，後由巴勒斯（Bonus Accursius）印刷出版，普拉努得斯並因此被教会迫害。教会認為普拉努得斯根本没见过伊索寓言，只是以伊索的名义自己进行编造。季羡林以為《伊索寓言》故事有本源出自佛经。
1546年罗伯特·史蒂芬出版《伊索寓言》，這個版本增加了巴黎皇家图书馆抄本内容。1453年著名意大利学者洛伦佐·瓦拉将《伊索寓言》等译成拉丁文，广泛印行。1610年瑞士学者艾萨克（Isaac Nicholas Nevelet）刊印的《伊索寓言》，题为《Mythologia Aesopica》，是目前最詳盡的故事，包括136则自梵蒂冈图书馆里发现的伊索寓言，但很多不是伊索的故事。瑞士学者耐弗莱特曾说过，巴勃利乌斯应为《伊索寓言》的作者之一。法国人弗朗西斯·瓦瓦苏尔（Francis Vavassor）認為《伊索寓言》中的《猴子和海豚》（The Monkey and the Dolphin）这一篇里提到Piraeus，在伊索死后两百年才有的海港。

## 思想
《伊索寓言》裡面的角色大多是拟人化的动物，它们用人的方式來表現行为举止，作者借以形象化地说出某种思想、道德觀或生活经验，使读者從中得到教育。这些故事有的教導人们要正直、勤勉；有的告誡人不要骄傲、不要说谎；也有的说明办事要按照规律，量力而為；还有不少反映了强者虽然凶残但却常被弱者战胜以及各种寓意深刻的人生道理。内含对社会不平等的抨击；讽刺懦弱、懒惰，赞美勇敢斗争，教人如何处事，辨别是非好坏。

## 特色
《伊索寓言》將下層平民和奴隸的思想徹底表現出來，從很多故事中，可以發現當時的社會問題，揭露古希臘社會的黑暗之面。《伊索寓言》中，有關獅子、豺狼、毒蛇、鱷魚和狐狸象徵著統治者，他們殘暴專橫，對人民姿意巧取橫奪。
《伊索寓言》中也有很多故事是對古希臘人的生活經驗和教訓加以總結。《農夫和兒子們的爭吵》，表達團結合作的重要性意義；《龜兔賽跑》告誡人們要謙虛謹慎；《烏鴉和狐狸》嘲笑愛慕虛榮的行為；《狐狸和葡萄》譏謹了無能者自欺欺人的安慰；《兩隻公雞和鷹》告訴人們要知道，滿招損，謙受益的道理；《狼來了》告誡人們說話要誠實。
《伊索寓言》思想深邃、篇幅短小、比喻貼切、精采生動、語意深遠，後人經常仿效和引用，對後世歐的歐洲寓言作家有很深遠的影響。文學由上層延伸到民間，吸取民間的養分，敘述風格也具有民間獨特的幽默、風趣、詼諧。

## 價值
据推测《伊索寓言》不是一人一时之作，為希腊人在相当长的历史时期内的集体创作。《伊索寓言》意为“伊索的寓言集”，伊索，可能是其中的一位重要作者。一小部分是后人创作，依附在伊索这位大师名下。《伊索寓言》是古希腊文学的重要组成部分，尽管人们常常忽略它，然而它的文學價值並不亞於《希腊神话》、《荷马史诗》和《古希臘悲剧》。《伊索寓言》大部分是拟人化的动物寓言，少部分以普通人類或神靈为主人公。通过生动的小故事，或揭示早期人类生活状态，或隐喻抽象的道理，或暗示人类的种种秉性和品行，多方面的凸显了古希腊民族的性格。
《伊索寓言》文字凝练，故事生动，想象丰富，饱含哲理，融思想性和艺术性于一体。其中《龟兔赛跑》、《狐狸與葡萄》、《農夫與蛇》、《狼來了》、《北风与太阳》等已成为全世界家喻户晓的故事。
《伊索寓言》也是記錄種種口頭傳說的散文類作品，對歐洲文學的發展提供借鑑。

## 反響與評價

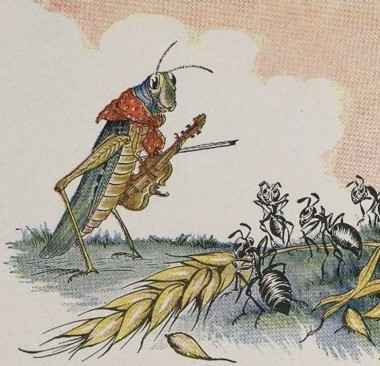
蚂蚁和蟋蟀的故事

錢鍾書以諷刺的手法，指“看了《伊索寓言》，也觉得有好多浅薄的见解，非加以纠正不可。”，實則借题发挥，借古諷今，有問題的不是《伊索寓言》而是世道人心。錢舉“蚂蚁和蟋蟀的故事”為例，蟋蟀饿得半死，向蚂蚁借粮，蚂蚁说：“在夏天唱歌作乐的是你，到现在挨饿，活该！”，錢以為這樣的結論有問題。錢又引卢梭在《爱弥儿》卷二里反对小孩子读寓言，“认为有坏心术，举狐狸骗乌鸦嘴里的肉一则为例，说小孩子看了，不会同情被骗的乌鸦，反会羡慕善骗的狐狸。”

## 著名故事
《伊索寓言》的名篇包括：
- 烏鴉喝水
- 小羊和狼
- 龜兔賽跑
- 狗和倒影
- 農夫和蛇
- 螞蟻與蚱蜢
- 老鼠和蛇
- 烏龜和老鷹
- 金銀斧頭
- 狼來了
- 父親和他的兩個女兒
- 生金蛋的鵝
- 狐狸與葡萄
- 狐狸和鶴
- 老虎的金手鐲
- 獅子與老鼠
- 老鼠開會
- 被同伴驅逐的蝙蝠
- 熊和兩個旅行人
- 北風與太陽
- 山鷹和狐狸

## 在東亞的譯本
利玛窦在著作《畸人十篇》（徐光启笔录，1608年）引用過一些《伊索寓言》，但中国最早的《伊索寓言》译本是1625年由比利时傳教士金尼阁口授、教友张赓筆錄的《況义》（「況」就是「比喻」的意思），該書在西安出版，共收寓言22篇，巴黎國立圖書館有藏。
1837年，廣州一家教會出版了英漢對照的《伊索寓言》，名為《意拾蒙引》，譯者署名「蒙昩先生」，共收寓言81篇，不知何故一度遭禁，但於1840年重印。這個版本附有漢字的羅馬化拼音，主要是供歐洲人學習中文之用。
1860年代，英屬香港英華書院曾經翻譯此書，名為《漢譯伊蘇普譚》，將伊索的（Aísôpos）翻譯成伊索普譚，即故事集。1876年原書經日本翻刻，在東京出版。
最早使用“伊索寓言”這個書名的是林紓，他與嚴培南（嚴復的族侄）、嚴璩（嚴復的長子）合譯的版本於1902年出版，
中華人民共和國成立后，組織翻譯了幾個從古希臘語直接譯出的《伊索寓言》漢譯本：周作人（周启明）獨力完成的譯本、罗念生等多人合作的譯本。
《伊索寓言》在台灣最早的譯文是日治時代明治34年（1901年）《台灣土語叢誌》的「鳥鼠ノ會議」，文章是台語與日語對照，也就是「老鼠開會」。台語的字旁邊還有標註片假名讀音。